# Chur
Chur ([kur]; nemško Chur; retoromansko Cuira, italijansko Coira; francosko Coire; latinsko Curia Raetorum) je glavno in največje mesto (z okoli 40.000 prebivalci) švicarskega kantona Graubünden. Mesto Chur leži na desnem bregu reke Ren, kjer Ren zavije proti severu in je tudi najstarejše mesto v Švici.
Uradni jezik Chura je švicarska standardna nemščina, vendar je glavni govorni jezik lokalna različica visokoalemanskega švicarskonemškega narečja.
1. januarja 2020 se je nekdanja občina Maladers združila v Chur, 1. januarja 2021 pa tudi Haldenstein.

## Zgodovina
Arheološki dokazi o poselitvi na tem območju v vzhodnih Alpah segajo vse do neolitske kulture Pfyn (3900–3500 pr. n. št.), zaradi česar je Chur eno najstarejših naselij v Švici. Ostanke in predmete iz bronaste in železne dobe so našli tudi v vzhodnem delu sedanjega središča mesta. Sem spadajo bronastodobna žarna grobišča in naselja kulture Laugen-Melaun od leta 1300 do 800 pred našim štetjem in naselja iz železne dobe od 5. do 3. stoletja pred našim štetjem.
Rimsko cesarstvo je osvojilo območje, ki je nato leta 15 pred našim štetjem postalo znano kot rimska provinca Retija. Pod cesarjem Dioklecijanom (konec 3. stoletja našega štetja) je bilo obstoječe naselje Curia Raetorum (kasneje Chur) prestolnica novoustanovljene province Raetia prima.
V 4. stoletju je Chur postal sedež prve krščanske škofije severno od Alp. Kljub legendi, ki je utemeljila domnevnega britskega kralja sv. Lucija, je prvi znani škof neki Asinio [8] leta 451.
Po invaziji Ostrogotov se je morda preimenoval v Theodoricopolis ; v 6. stoletju so ga osvojili Franki. Mesto je utrpelo več vdorov Madžarov v letih 925–926, ko je bila uničena stolnica, in Saracenov (940 in 954), nato pa je zaradi svoje lege razcvetelo, saj so se ceste iz večjih alpskih tranzitnih poti  združile in nadaljevale po Renu. Poti so uporabljali že Rimljani, večji pomen pa so pridobili v času Otonske dinastije Svetega rimskega cesarstva. Cesar Oton I. Veliki je mestu leta 952 podelil pravico do pobiranja cestnin in leta 958 imenoval svojega vazala Hartperta za škofa Chura, ki je škofiji dal številne privilegije. Leta 1170 je škof postal knezoškof in je imel popoln nadzor nad cesto med Churom in Chiavenno.
V 13. stoletju je mesto štelo približno 1300 prebivalcev in je bilo obdano z vrsto obzidja. V 14. stoletju je vsaj šest požarov poškodovalo ali uničilo samostane sv. Lucija in sv. Nikolaja, cerkev sv. Martina in dvakrat uničilo večino mesta. V Churu je bila leta 1367 ustanovljena Gotteshausbund (Liga božje hiše), da bi se uprla naraščajoči moči škofije Chur in hiše Habsburg. Chur je bil glavno mesto lige in eden od krajev, kjer so se zbori lige redno sestajali. Burgmeister (župan) Chura se prvič omenja leta 1413, škofovsko rezidenco so prebivalci napadli v letih 1418 in 1422, ko so pridobili vrsto koncesij.
27. aprila 1464 je bil večji del mesta uničen v požaru, ki so ga preživele le škofovske posesti in samostan sv. Lucija. Ko je škofova moč upadala in je vse bolj prihajal pod vpliv bližnje habsburške grofije Tirolske, so državljani poslali delegacijo k cesarju Frideriku III. Cesar je ponovno potrdil zgodovinske pravice Chura in jim podelil tudi obsežne nove pravice, ki so mesto osvobodile škofove moči. Leta 1465 so državljani napisali ustavo, ki je podelila vso vladno oblast Churovim cehom. Vsi vladni položaji so bili omejeni na člane ceha, kar jim je omogočilo, da so urejali vse vidike življenja v Churu. Ker je bilo članstvo v cehu edina pot do politične moči, so lokalni patriciji in plemiči hitro postali člani cehov, in se pogosto pridružili cehu vinarjev.
Churova liga Božje hiše se je leta 1471 povezala s Sivo ligo in Ligo desetih jurisdikcij, ter ustanovila Tri lige. Leta 1489 je Chur dobil pravico do lastnega razsodišča, vendar nikoli ni imel naslova svobodno cesarsko mesto. V letih 1497–98 so Tri lige, zaskrbljene zaradi širitve Habsburžanov in prepiranja škofa Chura z Avstrijo, sklenile zavezništvo s Švicarsko konfederacijo. Leta 1499 je izbruhnila švabska vojna med tremi ligami in Avstrijo in se hitro razširila na Konfederacijo. Med vojno so se vojaki iz Chura borili pod škofovskim vogtom Heinrichom Ammannom v Spodnjem Engadinu, v Prättigau in blizu Balzersa. Tudi čete iz Chura so sodelovale pri invaziji na Valtellino leta 1512 in drugi Musso vojni v letih 1530–31.
Leta 1523 je bil Johannes (Dorfmann) Comander imenovan za župnika cerkve sv. Martina in začel je oznanjevati novo vero protestantske reformacije. Hitro se je razširila in do leta 1524–25 je škof pobegnil iz mesta, protestantske službe pa so potekale v cerkvah sv. Martina in sv. Regule. Zakon iz Ilanza iz leta 1524 in 1526 sta vsakemu prebivalcu Treh lig omogočila, da si izbere svojo vero, ter močno zmanjšala politično in posvetno oblast škofa Chura in vseh samostanov na ozemlju lige. Do leta 1527 so vsi iz Chura, razen škofovih posesti, sprejeli reformacijo. 1. januarja 1529 je bil opat Theodore Schlegel javno obglavljen. Škof Thomas Planta, prijatelj svetega Karla Borromejskega, je poskušal, vendar neuspešno, zatreti protestantizem. Umrl je, verjetno zastrupljen, 5. maja 1565.
V 16. stoletju je nemški jezik začel prevladovati nad retoromanščino. Leta 1479 je v novem požaru zgorelo približno 300 hiš in stojnic. Skoraj stoletje kasneje 23. julija 1574 je požar uničil 174 hiš in 114 hlevov ali približno polovico mesta. Dve leti kasneje, 21. oktobra 1576, je bilo požganih še 53 hiš. Dve leti po požaru leta 1576 je bil storilec Hauptmann Stör usmrčen.
Po napoleonskih vojnah so Tri lige leta 1803 postale kanton Graubünden. Cehovska ustava mesta Chur je trajala do leta 1839, medtem ko je bila leta 1874 Burgergemeinde nadomeščena z Einwohnergemeinde. Ko je Graubünden leta 1803 postal kanton, je bil Chur izbran za njegovo prestolnico.

## Geografija
Chur leži v široki dolini Alpskega Rena, ki se od zahoda obrne proti severu vse do Bodenskega jezera. Od desne priteče Plessur, divja reka, bogata s sedimenti, ki se v globoko zarezani soteski prebije skozi plasti Bündnerjevega škrilavca med Montalinom in Dreibündensteinom. S svojimi ruševinami premakne strugo reke Rena na bok Kalande: širok, pometajoč naplavinski stožec, ki ga je Plessur odložil v glavni dolini - četrtinski krog s polmerom 2,5 kilometra - je sestavljen iz skrilavca, medtem ko je Calanda narejena apnenca. Celotno ozemlje mesta na desnem bregu Rena doseže največjo višino na severovzhodu pri Fürhörnliju (1886 mnv), na jugu pri Spundisköpfu (1847 mnv); najnižja točka je Ren na severni občinski meji (nekaj manj kot 550 m nad morjem).
Chur je imel površino (po raziskavi 2004/09) 54,33 km2. [17] Od tega se približno 17,6 % uporablja za kmetijske namene, medtem ko je 52,1 % gozdnih. Od ostalega zemljišča je 26,5 % pozidanih (stavbe ali ceste), 3,9 % pa neproduktivnih zemljišč. V zadnjih dveh desetletjih (1979 / 85–2004 / 09) se je količina poseljenih površin povečala za 86 ha, kmetijska zemljišča pa za 87 ha.
Samo mesto Chur leži na višini 594 m nad morjem, na desnem bregu hudournika Plessur, takoj kot izstopi iz doline Schanfigg in približno kilometer nad stičiščem z Renom, skoraj v celoti obdan z Alpami, zasenčen z Mittenbergom (severovzhod) in Pizoggelom (jugozahod), hribi, ki varujejo vhod v globoko zarezano dolino Schanfigg.
Chur ima oceansko podnebje kljub položaju na celini. Poletja so topla in včasih vroča, v povprečju so čez dan okoli 25 °C, medtem ko so zimska obdobja okoli ledišča, dnevne temperature pa okoli 5 °C. Med letoma 1981 in 2010 je Chur imel povprečno 104,6 dni dežja na leto in v povprečju prejel 849 mm padavin. Najbolj moker mesec je bil avgust, v tem času je Chur prejel povprečno 112 mm padavin. V tem mesecu je bilo padavin v povprečju 11,2 dni. Najbolj suh mesec v letu je bil februar s povprečno 47 mm padavin v 6,6 dneh.

## Upravna delitev
Mesto je razdeljeno na četrti:
| - Araschgen - Fürstenwald - Masans - Niederlachen-Untere Au - Lacunaquartier - Giacomettiquartier - Chur West - Dreibündenquartier |  | - Haldenstein - Maladers - Sand - Kornquader - Rheinquartier - Rossboden - Plankis/Sommerau - Wiesental - Tittwiesen - Lürlibad |  |

## Demografija
Chur je imel (na dan 31. decembra 2019) 36.560. Leta 2008 je bilo 17,8 % prebivalstva tujih državljanov, do leta 2014 pa 19,2 %. V zadnjih 4 letih (2010–2014) se je število prebivalstva spremenilo po stopnji 2,34 %. Stopnja rodnosti v občini je leta 2014 znašala 9,2, umrljivost pa 10,0 na tisoč prebivalcev. Večina prebivalstva (od leta 2000) govori nemško (81,0 %), pri čemer je retoromanščina druga najpogostejša (5,4 %), italijanščina pa tretja (5,1 %).

## Gospodarstvo
Od leta 2014 je bilo v občini skupno zaposlenih 32.448 ljudi. Od tega je 108 ljudi delalo v 26 podjetjih v primarnem gospodarskem sektorju. Večina (68,5 %) zaposlenih v primarnem sektorju je delala v zelo majhnih podjetjih (manj kot deset zaposlenih). Preostanek je delal v dveh majhnih podjetjih s skupno 34 zaposlenimi. Sekundarni sektor je zaposloval 3.645 delavcev v 345 ločenih podjetjih. Manjšina (21,2 %) zaposlenih v sekundarnem sektorju je delala v zelo majhnih podjetjih. Bilo je 75 malih podjetij s skupno 1731 zaposlenimi in 12 srednje velikih podjetij s skupno 1141 zaposlenimi. Končno je terciarni sektor zagotovil 28.695 delovnih mest v 3375 podjetjih. Leta 2014 je v 3.306 majhnih podjetjih delalo 16.854 zaposlenih (manj kot 50 zaposlenih). Bilo je 65 srednje velikih podjetij z 9093 zaposlenimi in 4 velika podjetja, ki so zaposlovala 2748 ljudi (v povprečni velikosti 687).

## Kultura in turizem

### Znamenitosti
Chur je dom številnih stavb ali drugih krajev, ki so uvrščeni med švicarsko dediščino državnega pomena. V mestu sta dve arheološki najdišči, staro mesto, ki je srednjeveško mesto, Welschdörfli pa prazgodovinsko naselje in rimski Vicus.
Obstajajo štirje arhivi ali knjižnice; škofovska palača (knjižnica in arhiv), kantonalna knjižnica, kantonalni arhiv Graubünden in mestni arhiv Chur. Na seznamu so tudi štirje muzeji; Bündner Kunstmuseum (Umetnostni muzej), Bündner Naturmuseum (Naravoslovni muzej), Dommuseum in Rätisches Museum v Haus Buol.
Na seznam so vključene tri cerkve; stolnica Marijinega vnebovzetja, katoliška cerkev sv. Luzija in reformirana cerkev sv. Martina. Obstaja še 15 drugih stavb, ki so tudi dediščina. To so Alte Kaserne v ulici Zeughaus 3 (Stara orožarna), Papirnica Konfederacije, Glavna pošta, nova mestna hiša, sedež Rhätische Bahn in več starih patricijskih hiš. Z združitvijo Haldensteina v Chur leta 2021 so ruševine trdnjave Haldenstein in grad Haldenstein postali del Chura.
Prva cerkev na mestu stolnice je bila zgrajena v prvi polovici 5. stoletja. Romanska kripta je bila verjetno zgrajena pod škofom Tellom (758-73). Vsebuje izjemne slike Albrechta Dürerja in Hansa Holbeina mlajšega. Sedanja stavba je bila zgrajena med letoma 1154 in 1270. Leta 1272 je bila posvečena sveti Mariji Vnebovzeti. Okroglo ločno okno vzdolž sredinske osi je največje srednjeveško okno v Graubündnu. Poznogotski veliki oltar je leta 1492 dokončal Jakob Russ.
Cerkev sv. Luzija je bila verjetno zgrajena v 8. stoletju, čeprav se prvi zapis o njej pojavi leta 821, ko so iz cerkve odstranili relikvije sv. Luzija. V zgodnjem srednjem veku je bila tu morda šola karolinških pisarjev. Leta 1149 je postala cerkev predmonstrantskega samostana.
V mestu je bar Giger, ki ga je zasnoval švicarski umetnik H. R. Giger, staro mestno jedro, umetniška galerija in naravoslovni muzej.

## Galerija
- Poststrasse, Staro mesto
- Bündner Kunstmuseum (Grisonian Art Museum).
- Cerkev sv. Martina
- Kantonsgerichtsgebäude (dom kantonalnega sodišča)
- St. Maria Himmelfahrt (stolnica Marijinega vnebovzetja)
- Ulica v starem mestnem jedru.

## Mednarodne povezave
Chur je pobraten z:
- Bad Homburg vor der Höhe, Nemčija
- Cabourg, Francija
- Mayrhofen, Avstrija
- Mondorf-les-Bains, Luksemburg
- Terracina, Italija